# Pritha pallida
Pritha pallida är en spindelart som först beskrevs av Kulczynski 1897.  Pritha pallida ingår i släktet Pritha och familjen Filistatidae. Inga underarter finns listade i Catalogue of Life.